# Шидина
Шидина (Шидска шидина) је фрушкогорски поток, притока канала Шаркудин у сливу реке Саве.

## Природнe одлике
Шидина или још позната као "Шидска шидина" је притока канала Шаркудин дужине 19,8 км, површине слива 57,8 km², у сливу Саве. Извире на западник падинама Фрушке горе, на 238 м н.в. прима неколико периодичних впритока и низводно од Шида (85 м н.в.) прелази у канал Шаркудин, притоку Босута. Амплитуде протицаја крећу се од 4 л/с до 13 m³/s. Текући ка југозападу, протиче кроз насеља Љуба, Сот,Бикић До, Беркасово и Шид. Низводно од Сота већим делом је каналисан. На водотоку је изграђена хидроакомулација Сот (Сотско језеро).

## Регулација
Поток је у два маха плавио Шид, 1911. и 1954. године, и нанео становништву огромну материјалну штету. Регулација је започета крајем шездесетих , док је бетонирање корита потока крајем осамдесетих година XX века. Планирано као велика инвестиција није завршено. Избетонирано је 1.000 м од Босутске до Масарикове и још 300 м код Савске улице, бетонирање преосталих 500 м прекинула су "ратна дешавања" са почетка деведесетих. Радови су финансирани тада из месног самодоприноса.